# Obelix
Obelix je izmišljeni lik iz francoske stripovske serije Asterix. Deluje kot dostavljavec menhirjev in je Asterixov najboljši prijatelj. Obelix je znan po svoji debelosti. Je edini v Asterixovi vasi, ki ima trajno nadčloveško moč, saj je kot otrok padel v kotel s čarobnim napojem. Zaradi tega Obelix ne sme več piti čarobnega napoja, on pa pravi, da je ta prepoved nepoštena. Ima tudi psička z imenom Kužifix. Navdušen je nad lovom in prehranjevanjem z divjimi svinjami in pretepanjem Rimljanov. Njegova pogosta fraza je Ils sont fous ces romains, ki se v slovenskem prevodu glasi So nori ti Rimljani, čeprav se mu zdijo drugi narodi tudi »čudni«, ker imajo drugačne navade kot Galci.

## Avtor
Avtorja sta pravzaprav dva: René Goscinny in Albert Uderzo. Prvi strip o Astrixu in Obelixu sta ustvarila leta 1959, z naslovom Astérix le Gaulois.